# 로비 아멜
로비 아멜(Robbie Amell, 1988년 4월 21일 ~ )은 캐나다 및 미국의 배우이다.

## 출연 작품

### 영화
- 스트럭 바이 라이트닝 - 저스틴 워커 역
- 아나토미 오브 더 타이드 - 브래드 맥마누스 역
- 퀸카가 아니어도 좋아 - 웨슬리 역
- 맥스
- 미스터 캣
- ARQ
- 사탄의 베이비시터
- 웬 위 퍼스트 멧
- 코드 8 - 코널 역 (기획)
- 사탄의 베이비시터: 킬러 퀸 - 맥스 역
- 데스페라도스 - 재러드 역
- 레지던트 이블: 라쿤시티 - 크리스 레드필드 역

### 드라마
- 투모로우 피플(CWTV) - 스티븐 제임스 역
- 플래시(CWTV) - 로니 레이먼드 역
- 플래시 시즌 3(CWTV)